# Indigofera pratensis
Indigofera pratensis är en ärtväxtart som beskrevs av Ferdinand von Mueller. Indigofera pratensis ingår i släktet indigosläktet, och familjen ärtväxter. Inga underarter finns listade i Catalogue of Life.